# 메링담역
메링담역(U-Bahnhof Mehringdamm)은 베를린 프리드리히스하인크로이츠베르크구 크로이츠베르크에 있는 U6, U7의 평면 환승역이다. 메링담과 그나이제나우슈트라세(Gneisenaustraße)의 교차점에 역이 설치되어 있다. 동일 승강장에서 노선간 환승 시 대기 시간을 최소화하도록 시간표가 짜여 있다.
베를린 버스 M19, 140번과 환승 가능하다.

## 역사

### 전간기

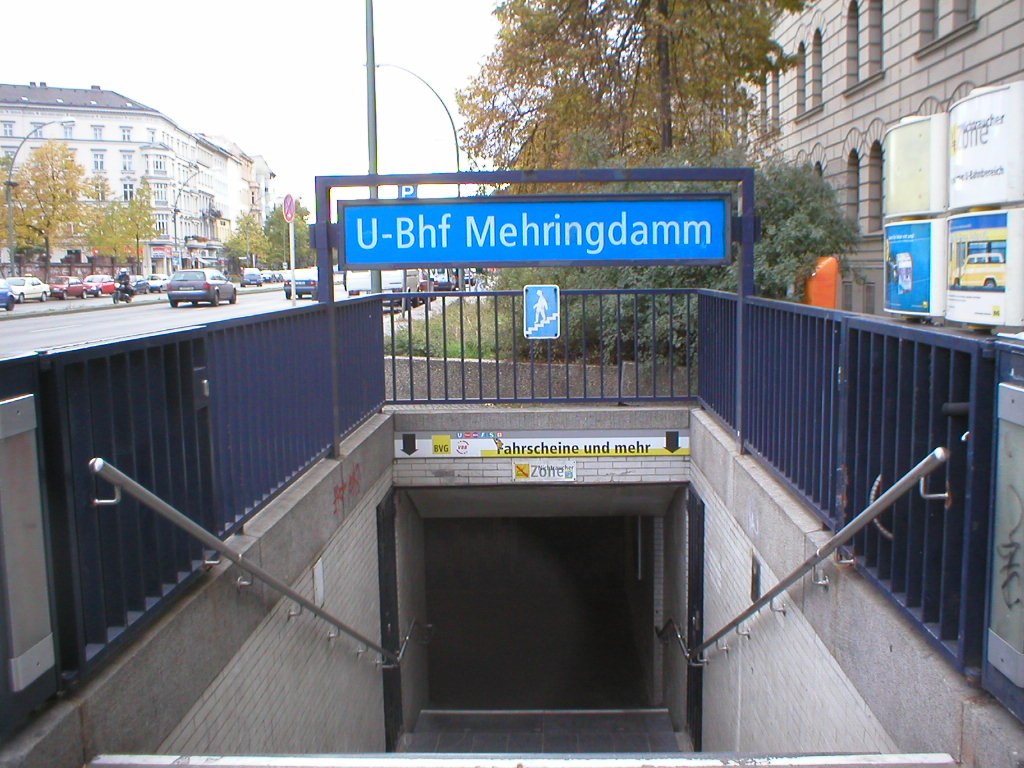
북서부 출입구

메링담역은 1924년 4월 19일 C선의 할레셰스 토어역-그나이제나우슈트라세역 연장 개통과 함께 영업을 시작했다. 개업 당시의 이름은 벨알리앙스슈트라세(Belle-Alliance-Straße)였고, 2면 3선식(1섬 1상대식) 승강장이 있었다. 그 시기에 건설된 다른 C선상의 역과는 다르게 알프레드 그레난데르가 설계했으며, 건설 당시에는 배를 형상화한 디자인을 사용했다. 다음 역인 그나이제나우슈트라세 방면으로 가는 선로는 베를린 지하철의 난구간으로, 곡선 반경 100 m에 30.3퍼밀(1:33) 구배가 있다.
제1차 세계 대전 이전 템펠호퍼 펠트 매매 당시 독립된 지자체였던 템펠호프는 베를린에서 이득을 보았다. 이후 베를린 대확장 당시 템펠호프가 편입되면서, 새로운 베를린은 템펠호프에 불이익을 주었다. 이 역에서 남쪽으로 직진하는 템펠호프 방면이 아닌 동쪽으로 급하게 회전하는 노이쾰른 방면 노선을 한동안 주간선으로 취급했고, 남쪽으로 직진하는 노선은 이 역에서 환승해야 하는 셔틀 노선으로만 운행하다가 오랜 시간이 지난 후에서야 북쪽의 베딩 방면으로의 직통 노선이 운행했다.
1926년 2월 14일에는 크로이츠베르크역 방면으로 가는 열차가 개통했다. 서쪽에 있었던 상대식 승강장으로는 시외 방면 열차가 출발했고, 동쪽에 있었던 섬식 승강장에서는 역 진출 후 두 분기 노선이 합류하여 베를린의 도심으로 향하는 열차가 출발했다.

### 제2차 세계 대전
연합군의 베를린 폭격의 여파로 선로가 파괴되어 1944년 1월 28/29일 밤에 영업이 중단되었다. 역 건물 자체는 1945년 4월 17일에서 5월 7일 사이에 천장부가 폭격으로 파괴되었다. 정확한 파괴 날짜는 알려지지 않았다. 1945년 4월 23일에는 모든 도시 철도 영업이 중단되었다.

### 전후와 재건축
1945년 6월 11일 도시 철도 영업이 재개되었다. 역이 있었던 도로의 이름이 프란츠메링슈트라세(Franz-Mehring-Straße)를 거쳐서 메링담(Mehringdamm)으로 개칭되면서 역명도 변경되었다.
베를린 분단 이전부터 새로운 도시 철도 노선은 계획되어 있었다. 그 중에는 메링담역에서 노이쾰른 방면 노선을 분리하고 별도의 노선으로 승격하는 방안이 있었다. 노이쾰른 방면 열차가 할레셰스 토어역으로 직통하는 운행 계통이 사라지면서, 다음 역인 뫼케른브뤼케역과의 환승이 고려되어 있었음에도 불구하고 메링담역에서의 환승 승객 증가가 예상되었다. 이 과정에서 역을 쌍섬식 승강장으로 증축하고 건설 당시 80 m였던 승강장을 110 m로 연장하여 6량 편성 열차가 정차할 수 있게 되었다. 라이너 륌러의 설계안에 따라서 천장 구조가 변경되었다. 당시에는 건축유산 보존에 대한 개념이 없었기 때문에 메링담역의 증축 이전 모습은 사진으로만 볼 수 있게 되었다.
1966년 2월 28일 뫼케른브뤼케역 연결 노선이 개통되면서 메링담역 증축 공사가 완료되었다. 최초 건설 당시와 동일하게 서쪽의 섬식 승강장은 외곽, 동쪽의 섬식 승강장은 시내로 가는 열차가 사용한다.
1984년 여름에는 차장이 열차 출발을 지시할 수 있는 반사경이 설치되었으나, 1990년대 말에 1인 승무가 도입되면서 더 이상 필요하지 않게 되었다.

### 통일 이후

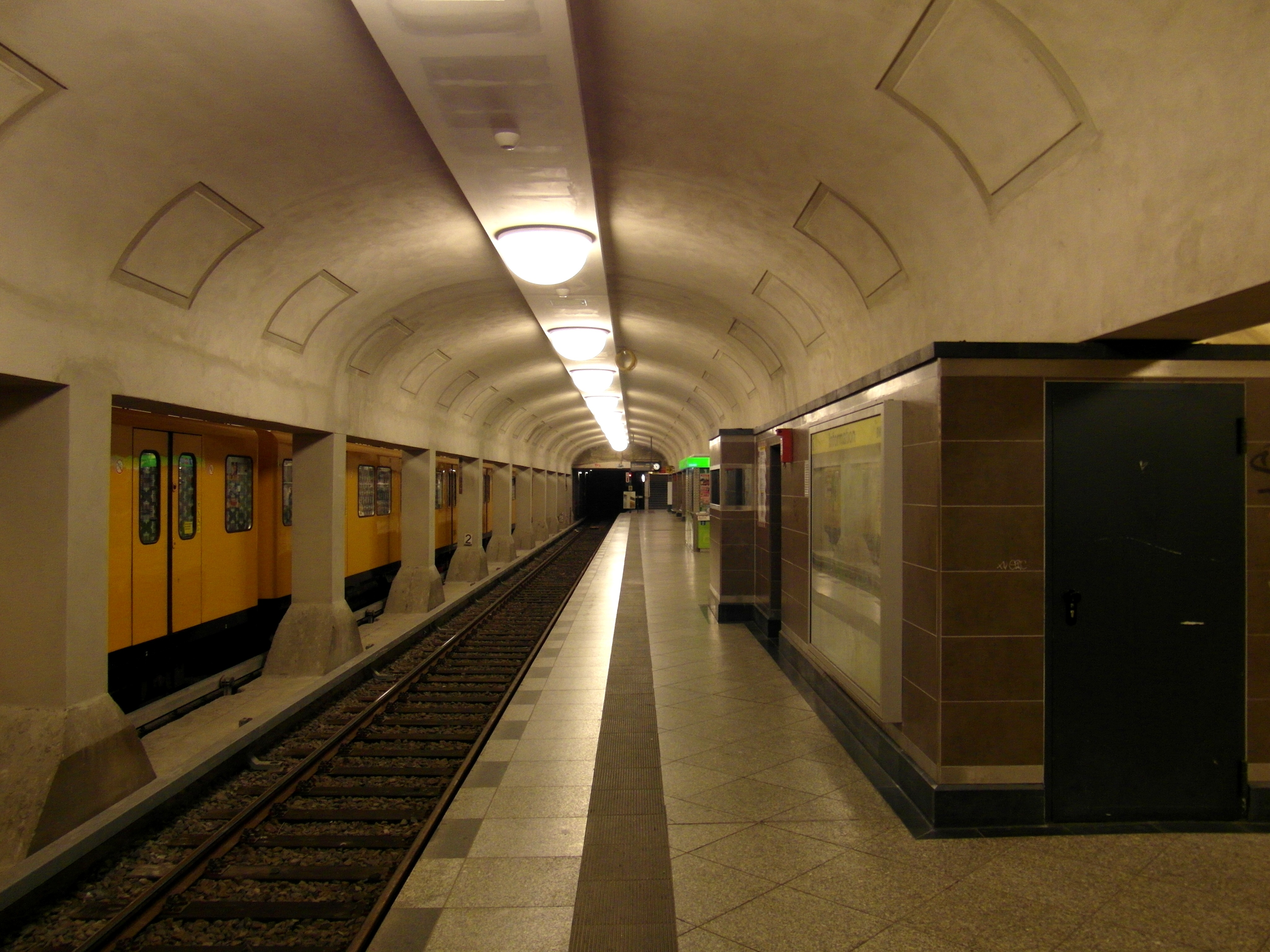
2012년 당시 보수 공사 중이었을 때 모습

1990년대 역사 조명과 승강장 바닥면이 보수되었고, 이 과정에서 검은색 점자 블록이 설치되었다. 수 차례 지연된 후 2008년부터 엘리베이터 운영이 시작되었고, 설치 예산은 110만 유로였다.
2009년 10월부터 2014년까지 진행된 보수 공사로 평면 형태의 천장이 철거되었고 돔 형태로 변경되었다. 보수 공사에 투입된 예산은 약 480만 유로이다.

## 승강장

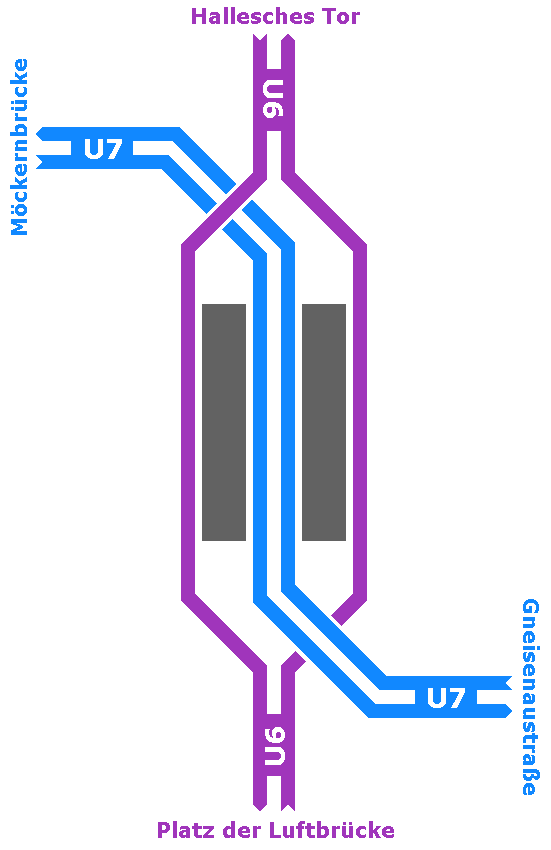
1966년 이후 평면 환승 배선: U6은 외선, U7은 내선을 사용한다

역 서쪽에서 동쪽으로의 승강장이다.
| 1 · 3(서) | U6 | 알트마리엔도르프 방면    |
| 1 · 3(서) | U7 | 루도 방면                |
| 4 · 2(동) | U7 | 라트하우스 슈판다우 방면 |
| 4 · 2(동) | U6 | 알트테겔 방면            |

## 인접 철도역
| 베를린 지하철 6호선                   | 베를린 지하철 6호선 | 베를린 지하철 6호선                            |
| ------------------------------------- | ------------------- | ---------------------------------------------- |
| 할레셰스 토어 알트테겔 방면           | U6                  | 플라츠 데어 루프트브뤼케 알트마리엔도르프 방면 |
| 베를린 지하철 7호선                   |                     |                                                |
| 뫼케른브뤼케 라트하우스 슈판다우 방면 | U7                  | 그나이제나우슈트라세 루도 방면                 |